# 恋と涙の太陽
「恋と涙の太陽（アメリアッチ）」は、1966年6月23日にビクターレコードより発売された橋幸夫の81枚目のシングルである（SV-432）。同名の松竹映画の主題歌ともなった。後に日本ビクター出版よりミュージックブック「恋と涙の太陽」（SB3037）が発売されている。

## 概要
- 前年の1965年に、作詞佐伯孝夫、作曲吉田正のコンビによる『恋をするなら』、『ゼッケンNO.1スタートだ』、『チェッ・チェッ・チェッ（涙にさよならを）』、『あの娘と僕（スイム・スイム・スイム）』の一連のリズム歌謡4曲で第7回日本レコード大賞企画賞を獲得した[1]橋は、この年、アメリアッチリズムによる「恋と涙の太陽」を発売した。
- 作詞、作曲はこれまで通り佐伯、吉田のコンビで、このコンビによるリズム歌謡5作目となる。
- 発売月はビートルズが来日した時と重なっており、橋のリズム歌謡も最盛期を迎えて、発売と同時に大ヒット、8月半ばに100万枚のセールスとなった[2]。『平凡』月間ランキングで第一位（第32回）。
- リズムのアメリアッチとは「メキシコ風のフラメンコ・リズムをマリアッチといっていますが、このマリアッチがアメリカ風にジャズ化され、アメリアッチと呼ばれ」た説明され、日本タップダンス界の祖といわれる中川三郎が最も新しいダンスとして振り付けを担当し、ステップを図解で解説している[3]。
- 本作ではじめてダブルジャケットが採用されて、橋は、「この頃から、サウンドもジャケットも今に通じるものになってきた」と回顧している[4]。
- c/wの「太陽だって泣いている」も佐伯、吉田作品で、同じく映画の挿入歌となっている。

## 収録曲
1. 恋と涙の太陽
作詞：佐伯孝夫、作・編曲：吉田正
2. 大陽だって泣いている
作詞：佐伯孝夫、作・編曲：吉田正

## 収録アルバム
- 『元祖！リズム歌謡』（ 2005.06.29）
- 『 SWIM！ SWIM！ SWIM！』（2005.07.21）
- 『橋幸夫が選んだ橋幸夫ベスト40曲』（2000.10.04）
- 『＜TWIN BEST＞』（1998.11.06）
- 『吉田正　自撰77曲（下）』（1998.07.23）

他、c/wの「太陽だって泣いている」も『 SWIM！ SWIM！ SWIM！』に収録

## 関連作品

### 映画「恋と涙の太陽」
- 楽曲発表から1ヶ月の7月30日には、松竹映画「恋と涙の太陽」が公開された[5]。松竹グランドスコープ・イーストマンカラー・90分。監督は日活時代の石原裕次郎の映画を担当していた井上梅次で、脚本の一部も担当した。
- ものがたりは、真夏の宮士湖畔とアメリアッチをバックに、ヘリコプターのパイロット橋を中心に女医（倍賞千恵子）・日本舞踊宗家の令嬢（香山美子）・ミス富士（初名美香）・芸者（山東昭子）・看護婦（呉恵美子）らが入り乱れて恋愛合戦を展開するという青春ドラマ。
- 橋・倍賞のコンビも第1作「若いやつ」以来、この「恋と涙の太陽」で8本目となる。
- ロケーションは、山梨県富士五湖・山中湖・河口湖をはじめ、神奈川県の葉山マリーナなど、湖や海が中心。映画の見所となっている野外ダンスパーティのロケは山梨県富士急ハイランド（河口湖湖畔）で行われ、ファンがバス10台で見学に訪れた他、1万8千人の群衆が押し寄せ、警察官100名が出動して整理にあたった[6]。
- 2000年6月21日にビデオソフト化されたが廃盤、DVD化はされてない。

#### スタッフ
- 製作 - 沢井国男
- 脚本 - 立花明、井上梅次
- 監督 - 井上梅次
- 撮影 - 長岡博之
- 音楽 - 廣瀬健次郎
- 美術 - 芳野尹孝
- 照明 - 中田達治
- 録音 - 平松時夫
- スチル - 梶本一三
- 編集 - 大沢しづ

#### 出演者
- 旗野健一 - 橋幸夫
- 北村和美 - 倍賞千恵子
- 飛鳥紫 - 香山美子
- 花奴 - 山東昭子
- 高木令子 - 初名美香
- 恵子 - 呉恵美子
- 旗野タカ - 村田知栄子
- 旗野清 - 立原博
- 旗野公子 - 佐乃美子
- 旗野まり - 早瀬久美
- 溝口義太郎 - 柳沢真一
- 高木署長 - 有木三太
- 田代六郎 - 林家珍平
- 鳳文彦 - 巽仙太郎
- 鈴木 - 青山宏
- 飛鳥弥生 - 志賀真津子
- 城山元 - 待田京介
- 安部 - 香西謙一郎
- 水野 - 花井緑太郎
- 太田 - 国分秋恵
- 岡部 - 島伸行
- 斎藤 - 小森英明
- 山本 - 滝裕爾
- 黒田 - 仲子大介
- 「日の丸観光」主任 - 川村禾門
- 看護婦 - 比嘉照子、川畑佳子

### ミュージックブック「恋と涙の太陽」
- 楽曲と映画のヒットを受け、ミュージックブック「恋と涙の太陽」が制作され、翌年1月日本ビクター出版より発売された（SB3037）。
- 主な内容は以下のとおりで、両面ソノシートが2枚付属している。

1. 巻頭カラーグラビア
2. グラビア「夏をふっとばせ」
3. 松竹映画「恋と涙の太陽」紹介記事
4. 歌詞紹介（8曲）
5. カラーグラビア「恋のリズムアメリアッチ」
6. 中川三郎「アメリアッチを踊ろう」
7. 歌舞伎座公演「紅萌ゆる」紹介記事
8. 「野球なら早起きも平気！」
9. 曲目解説（ゆきちゃんのうた8曲）

### 吉田正による他のアメリアッチ楽曲
- 『恋のアメリアッチ』（SV-448、1966.08）
  - 作詞：山上路夫、歌：三田明
- 『恋旅行（アメリアッチ）』（SV-439、1966.07）
  - 作詞：佐伯孝夫、歌：久保浩／小川知子